# دايفيد أ. لان
دايفيد أ. لان (بالإنجليزية: David A. Lane)‏ هو اقتصادي أمريكي، ولد في 26 ديسمبر 1945.